# Colônia Dignidade
A Colônia Dignidade (inicialmente Sociedade Benfeitora e Educacional Dignidade) é um assentamento fundado no Chile em 1961 por Paul Schäfer, um ex-militar nazista. Está localizada na comuna de Parral, província de Linares, na região do Maule. Se tornou famosa como centro de detenção e tortura nos tempos da ditadura de Augusto Pinochet. Contudo, há relatos anteriores de abuso físico e psicológico entre os moradores da Colônia. Em 2005, por sugestão do traficante de armas Gerhard Mertins, o nome do local foi mudado para Vila Baviera. No seu auge, a Colônia  foi o lar de cerca de três centenas de alemães, numa área de 137 quilômetro quadrados. A principal atividade econômica da Colônia era a agricultura, e, em vários períodos, ela também foi possuiu uma escola, um hospital, duas pistas de pouso, um restaurante e de uma estação de energia. 

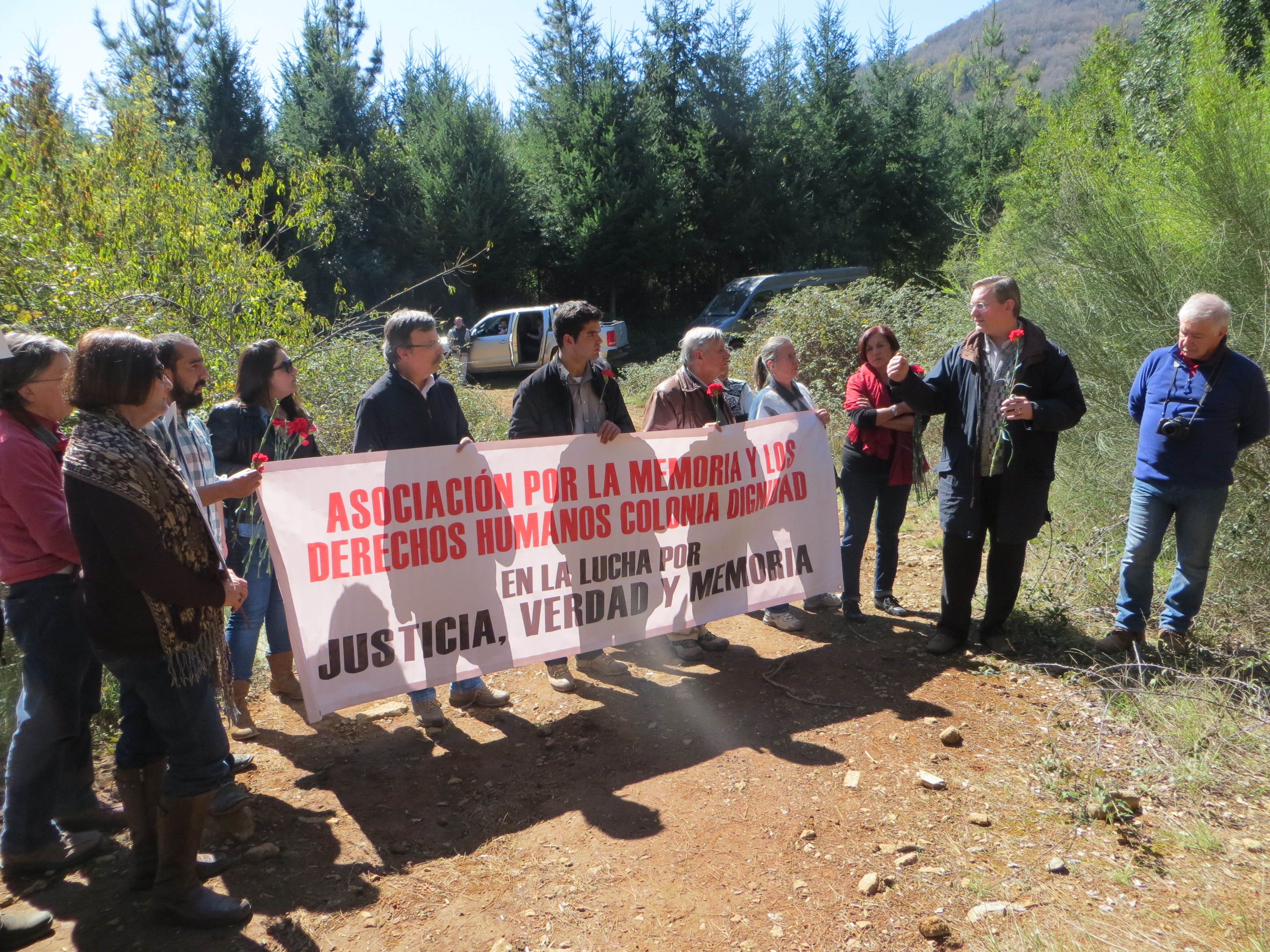
Manifestantes pedindo justiça em 2015

O líder contínuo mais longo da Colonia Dignidade, Paul Schäfer, foi um fugitivo, acusado de abuso sexual infantil na antiga Alemanha Ocidental. A organização liderada por ele no Chile foi descrita alternadamente como uma seita, mas também como um grupo de "excêntricos inofensivos". A organização era secreta, e a Colônia estava cercada por arame farpado, cercas e apresentava uma torre de vigia e luzes de busca. Mais tarde foi relatado conter também despensas de armas secretas. Nas últimas décadas, investigações externas, incluindo esforços do governo chileno, descobriram uma história de atividades criminosas no enclave, incluindo abuso sexual infantil. Além disso, os resultados demonstram que as atividades econômicas da Colônia foram complementadas por receitas relacionadas a vendas de armas e lavagem de dinheiro. Bruce Falcouner, ao escrever um artigo intitulado "A Colônia da Tortura" (disponível em inglês na revista The American Scholar), e referenciando a Comissão Nacional de Verdade e Reconciliação Chilena, relatou que um pequeno conjunto de pessoas foram sequestradas pela Direção de Inteligência Nacional (DINA) durante o regime de Pinochet. Essas pessoas foram presas na Colônia Dignidade, algumas das quais foram submetidas a tortura. Segundo o relato, residentes locais também participaram das atrocidades.
A população desse local era de 198 pessoas no censo de 2002. A partir de 2005, uma colônia permanece utilizando o local, com seus líderes insistindo que é uma organização diferente e alterada. Seus líderes atuais tentaram modernizar a colônia, permitindo que os residentes saíssem para estudar na universidade e abrindo a colônia ao turismo.

## História
Os primeiros habitantes da Colonia Dignidade chegaram em 1961, através do Instituto Católico de Imigração trazidos pelo cidadão alemão Paul Schäfer, que nasceu em 1921, na cidade de Troisdorf. O primeiro emprego de Schäfer na Alemanha foi como um trabalhador de assistência social para crianças em uma instituição da igreja local, um cargo do qual ele foi demitido no final da década de 1940; ele então enfrentou acusações de abuso sexual contra crianças sob seus cuidados. Embora estes primeiros relatórios tenham levado a sua demissão, nenhum processo criminal foi iniciado. Ele trabalhou em seguida como um pastor religioso independente. Criou uma comunidade em Gronau - uma organização dedicada a trabalhar com crianças em risco. Ele rapidamente adquiriu grande influência sobre seus membros, que tiveram que realizar trabalho duro sem remuneração. Pouco tempo depois, reapareceram histórias relacionadas as alegações anteriores de pedofilia contra ele. Como resultado, Schäfer organizou em 1961 a emigração de várias centenas de membros de sua comunidade para o Chile.

### Problemas de imagem
A colônia pretendia projetar para o mundo exterior uma imagem de harmonia, ordem e um sistema inclusivo de trabalho comunal. Isso foi enfatizado pelo esforço de suas próprias operações de imprensa que gravavam e transmitiam vídeos mostrando seus residentes felizes em meio a celebrações e comemorações: homens dedicados ao trabalho agrícola, mulheres e meninas que bordam ou preparam manteiga.
No entanto, os esforços de propaganda de Schäfer foram repetidas vezes ofuscados por alegações de pessoas fugindo da colônia e recebendo asilo na Alemanha. O primeiro, Wolfgang Müller, fugiu em 1966 e expôs as atrocidades que ocorreram dentro da colônia. Müller obteve cidadania alemã e trabalhou em um jornal, logo se tornando um ativista na Alemanha contra os líderes da Colonia Dignidad, e finalmente se tornando o presidente da fundação dedicada ao apoio das vítimas no Chile.
No ano seguinte, ele libertou outro habitante da colônia, Heinz Kuhn, que confirmou as alegações feitas anteriormente por Müller e forneceu mais informações sobre abusos. No entanto, essas primeiras alegações foram rejeitadas pelos políticos e foram enfaticamente negadas devido aos seus laços com a gestão da Colônia na preparação do golpe militar de 11 de setembro de 1973, conforme demonstrado posteriormente nos processos judiciais chilenos.

### Campo de detenção secreto
A Comissão Nacional da Verdade e Reconciliação do Chile notou uma riqueza de informações que apoiam as acusações de uso da lavanderia na propriedade da Colônia Dignidade para detenção e tortura de detidos políticos durante o governo de Pinochet. A Comissão também observou que outras fontes concluíram que a colônia era utilizada, pelo menos, como um centro de detenção para prisioneiros políticos. Entre essas fontes estão os porta-vozes do Governo da República Federal da Alemanha e o Grupo de Trabalho sobre Desaparecimentos Forçados ou Involuntários das Nações Unidas. A Comissão, em última instância, baseou suas conclusões em evidências examinadas diretamente.

### Acusações de assistência do Serviço de Inteligência Alemão
O jornalista John Dinges afirmou que houve algum grau de cooperação entre os Bundesnachrichtendienst (Serviço de Inteligência Alemão) e a Colônia Dignidade, incluindo a criação de bunkers, túneis, um hospital e pistas para a produção descentralizada de armamentos em módulos (peças produzidas em um lugar, outras partes em outro). Este assunto foi proativamente escondido, devido aos problemas experimentados no momento associado a Argentina.

### Transição democrática
O Chile retornou à democracia em 1990 após 17 anos de ditadura, mas a Colônia Dignidade permaneceu inalterada. As alegações de abusos e humilhações ocorridas dentro da colônia, de fato, aumentaram. A pressão nacional e internacional se intensificou, mas toda vez que a polícia tentou realizar uma investigação no local, foi recebida com uma parede de silêncio. A autoridades da Colônia permaneceram poderosas e também tinham aliados no exército e entre os chilenos de extrema direita, que avisariam antecipadamente quando a polícia se preparava para visitar o site. 
Lentamente, a consciência pública chilena começou a mudar, criando uma crescente sensação de ressentimento em relação ao lugar, que muitos começaram a perceber como um Estado independente, ou um enclave no Chile.

## A vida sob a liderança de Schäfer
Os habitantes viviam sob uma situação anormal num sistema autoritário, onde, além de contato mínimo com o exterior, Schäfer ordenou a divisão de famílias (os pais não conversavam com seus filhos ou não conheciam seus irmãos). Proibiu também todos os tipos de relações, sentimentais ou conjugais, entre mulheres e homens adultos, e decretou a residência de cada sexo em áreas isoladas. Schäfer abusou sexualmente de crianças e algumas foram torturadas, como é claro a partir das declarações da médica alemã Gisela Seewald, que admitiu o uso de terapia de eletrochoque e sedativos que seu chefe havia afirmado serem placebos.
Em contraste, a colônia tinha uma escola e um hospital no enclave que supostamente ofereciam apoio às famílias rurais através de educação gratuita e serviços de saúde. Isso, em última análise, criaria apoio no caso de a colônia ser atacada. No entanto, há muitos casos descobertos nos últimos anos que se referem a adoções ilegais de crianças de famílias que residem nas áreas vizinhas pela hierarquia alemã a fim de cumprir a promessa de educação gratuita. 

## As acusações de atrocidades

### Abuso Sexual
Em 1996, Schaefer fugiu de acusações de abuso sexual infantil no Chile e não foi preso até 2005. No ano anterior, na sua ausência, um tribunal chileno o condenou por abuso infantil, junto com outros 26 membros do culto. Em 2006, ele foi condenado a 20 anos de prisão. Ele morreu na prisão de uma doença cardíaca, em 24 de abril de 2010, aos 88 anos. No momento da sua morte, ele ainda estava sob investigação pelo desaparecimento em 1985 do matemático Boris Weisfeiler, um cidadão americano que desapareceu ao caminhar perto de Colônia Dignidade.

### Tortura

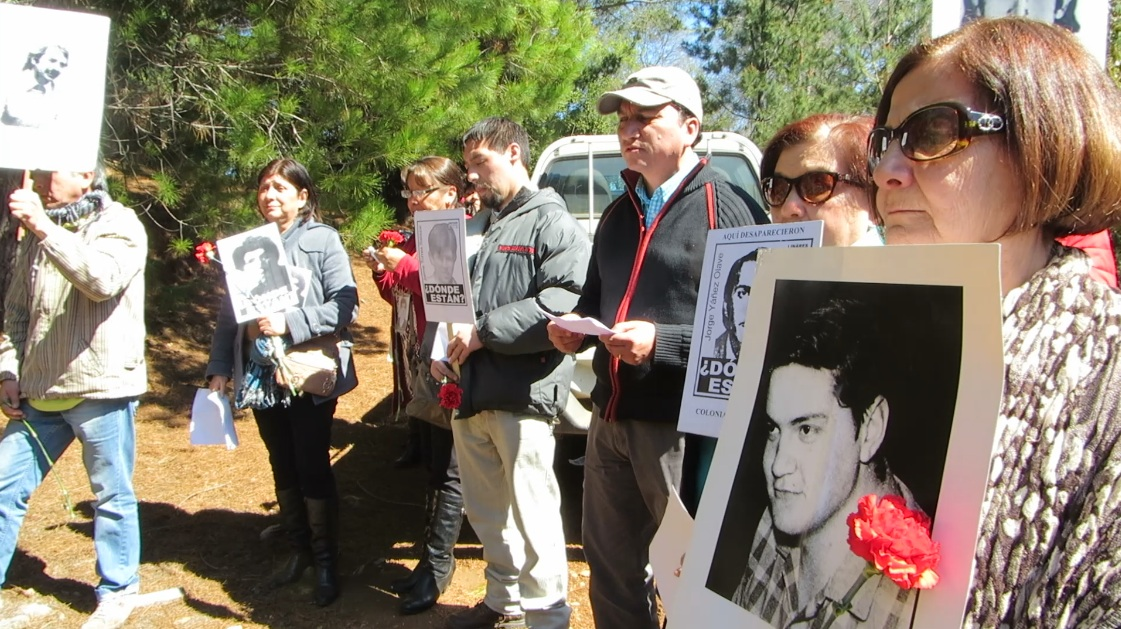
As famílias de pessoas desaparecidas

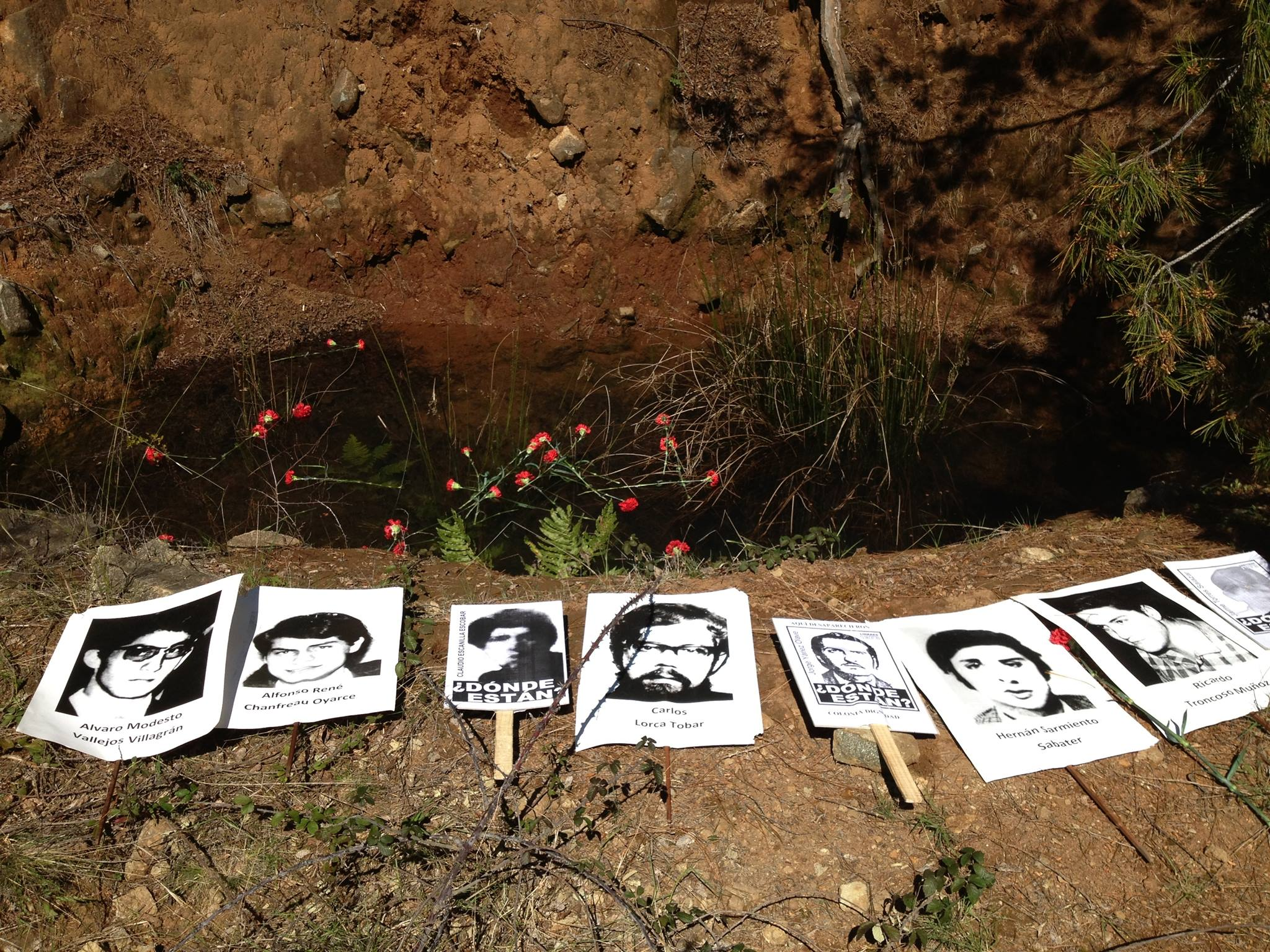
Comemoração realizada em setembro de 2015 por familiares das vítimas.

Durante a ditadura militar de Augusto Pinochet a Colônia Dignidade serviu como centro especial tortura. Em 1991, Comissão Nacional de Verdade e Reconciliação Chilena concluiu "que um certo número de pessoas apreendidas pela DINA foram realmente levados para Colonia Dignidad, aprisionadas lá por algum tempo, e que alguns deles foram submetidos a tortura, e que, além dos agentes da DINA, alguns dos moradores estavam envolvidos nessas ações ". O relatório de março de 1977 da Anistia Internacional "Prisioneiros desaparecidos no Chile", referenciando um relatório da ONU, refere-se à evidência desta maneira:

Outro... centro de detenção descrito no documento [da ONU], no qual se alega que os
experimentos de tortura são realizados, é Colonia Dignidad, perto da cidade de Parral ...

### Abuso de membros da colônia
Alguns desertores da colônia a retrataram como um culto ou seita na qual o líder Paul Schäfer detinha o poder supremo. Eles afirmam que os moradores nunca foram autorizados a deixar a colônia, e que eles foram estritamente segregados por gênero. Televisão, telefones e calendários eram banidos. Os residentes trabalhavam usando roupas camponesas da Baviera e cantando canções folclóricas alemãs. O sexo foi banido, com alguns residentes forçados a tomar drogas para reduzir seus desejos. As drogas também foram administradas como uma forma de sedação, principalmente para meninas, mas para homens também. A disciplina severa nas formas de espancamentos e tortura era comum: Schäfer insistiu que a disciplina era espiritualmente enriquecedora.
Há mais de 1.100 desaparecidos no Chile, e muitos podem ter sido levados para a Colônia, onde teriam sido torturados e mortos. Um deles é um cidadão dos EUA, Boris Weisfeiler, um professor de matemática da Pennsylvania State University. Weisfeiler desapareceu durante uma viagem de caminhada perto da fronteira entre o Chile e a Argentina no início de janeiro de 1985. Presume-se que Weisfeiler foi sequestrado e levado para a Colônia, onde foi torturado e morto. Em 2012, um juiz no Chile ordenou a prisão de oito ex-oficiais da polícia e do exército chileno pelo seqüestro de Weisfeiler durante os anos Pinochet, citando evidências de arquivos desclassificados nos EUA.

### Violações de armamento
Em junho e julho de 2005, a polícia chilena encontrou dois grandes armazenamentos de armas ilegais dentro e ao redor da colônia. O primeiro, dentro da própria colônia, incluia três contêineres com metralhadoras, rifles automáticos, lançadores de foguetes, e grandes quantidades de munição, com cerca de quarenta anos de idade, mas com evidências de manutenção recente. Este armamento foi descrito como o maior arsenal já encontrado em mãos privadas no Chile. O segundo armamento, na parte de fora de um restaurante operado pela colônia, incluía lançadores de foguetes e granadas. Foi também encontrado um manual de tortura em alemão, que acredita-se ter sido utilizado tanto nos prisioneiros políticos quanto nos próprios residentes da Colônia.
Em janeiro de 2005, o ex-agente da polícia secreta chilena Michael Townley, então morando nos Estados Unidos sob um programa de proteção de testemunhas, reconheceu, perante agentes da Interpol Chilena a ligação entre a DINA e Colonia Dignidad. Townley também revelou informações sobre Colonia Dignidad e o Laboratório do Exército sobre Guerra Bacteriológica. Este último laboratório teria substituído o antigo laboratório da DINA na colina Vía Naranja de Lo Curro, onde Townley trabalhava com o químico Eugenio Berríos. Townley também forneceu prova de experiências biológicas, relacionadas aos dois laboratórios acima mencionados, em prisioneiros políticos da Colonia Dignidad.

### Ligações nazistas
Tanto a Agência Central de Inteligência quanto Simon Wiesenthal apresentaram evidências da presença na colônia do infame médico nazista que atuou em campos de concentração Josef Mengele, conhecido como o "Anjo da Morte", por sua letal de experimentos com seres humanos durante o Holocausto.

## Fim da era Schäfer
Em março de 2005, Paul Schäfer é detido na Argentina, que imediatamente o extradita para o Chile. Após sua prisão, a rede de tevê alemã Deutsche Welle transmite um documentário para o seu canal latino-americano, que conta a tenebrosa história da colônia.
Em junho de 2005, o governo de Ricardo Lagos nomeia um delegado na antiga Colônia Dignidade, agora Vila Baviera -  o engenheiro Herman Schwember Fernández. Em agosto as autoridades assumem o controle do local. Em paralelo, houve uma emigração de um grande grupo de ex-integrantes, com vários retornando para a Alemanha. Aqueles que permaneceram, cerca de 200 pessoas, iniciaram um processo de revisão coletiva de seu passado. Para isso, foram aconselhados por um grupo de psicólogos e psiquiatras, recomendados ao governo pelo Consulado da Alemanha no Chile. Um deles, Niels Biedermann, explicou em entrevista à imprensa a situação encontrada:

Para muitos sociólogos que vieram de diferentes partes do mundo, o caso Colônia Dignidade é como um laboratório para observar uma situação extrema de seita. Qual a particularidade que tem esse caso tem, comparado a outras seitas?

A particularidade da Colônia Dignidade é que não houve projeção para perpetuar a comunidade além da vida de seu líder. A constituição de casais e a concepção de crianças foram proibidas. Em outras seitas são formadas famílias que preservam o estilo de vida. Aqui não. A Colônia Dignidade foi absolutamente pensada por Paul Schäfer: começa e termina nele.
Enquanto Schäfer estava lá, não nasceram crianças naquela comunidade?
Havia muito poucos casais que viviam juntos, e apenas alguns vieram no começo - e entregaram seus filhos à comunidade desde que nasceram. O casamento foi então banido. As crianças que foram incorporadas na colônia vieram de adoções da comunidade externa, muitas vezes forçadas e de legalidade duvidosa, conforme demonstrado pelas investigações judiciais. (...)
Somente Schäfer praticou pedofilia?
Somente ele, ninguém mais.
E os outros adultos não sabiam?

Eles dizem que não ...

## Processos judiciais
Em 25 de maio de 2011, a jornalista Amanda Reynoso-Palley relatou no Santiago Times que Hartmutt Hopp, uma autoridade na colônia, fugiu do Chile a bordo de um helicóptero e era acreditado estar na Alemanha. Hopp, sob prisão domiciliar no Chile enquanto aguardava julgamento por crimes de direitos humanos, era o "a mão direita de Paul Schäfer, o ex-nazista e fundador da Colônia Dignidade". Em junho de 2016, os promotores da Alemanha pediram um tribunal para impor uma pena de prisão de 5 anos a qual Hopp foi condenado no Chile.
Em 28 de janeiro de 2013, seis ex-líderes da colônia foram condenados à prisão pelo Supremo Tribunal do Chile, mas o caso, que perseguiu cidadãos chilenos e alemães por crimes cometidos na década de 1990, ainda não terminou, de acordo com uma história que aparece no dia seguinte dentro do O Santiago Times arquivado por repórteres da equipe.

## Era Villa Baviera

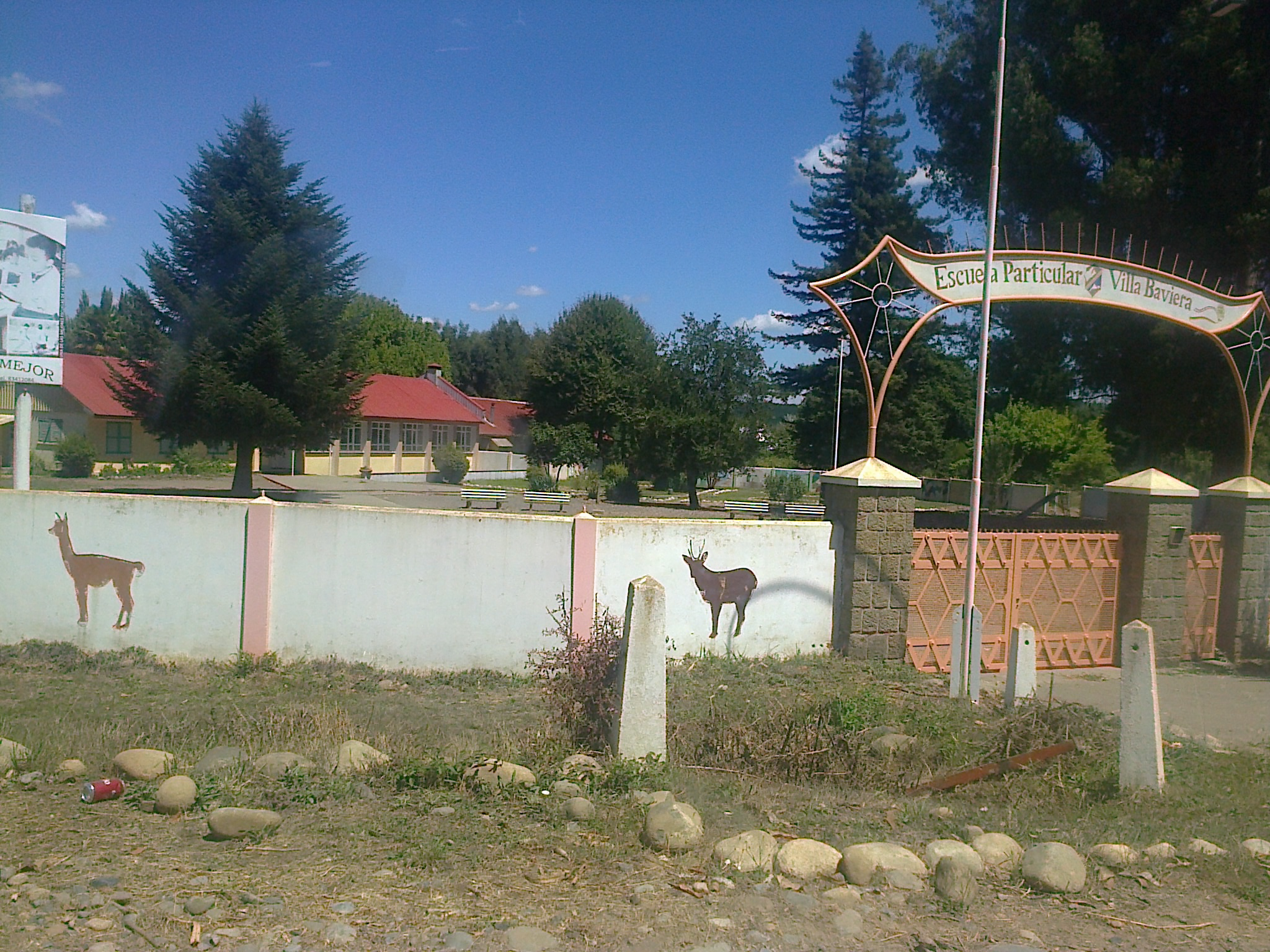
Escola

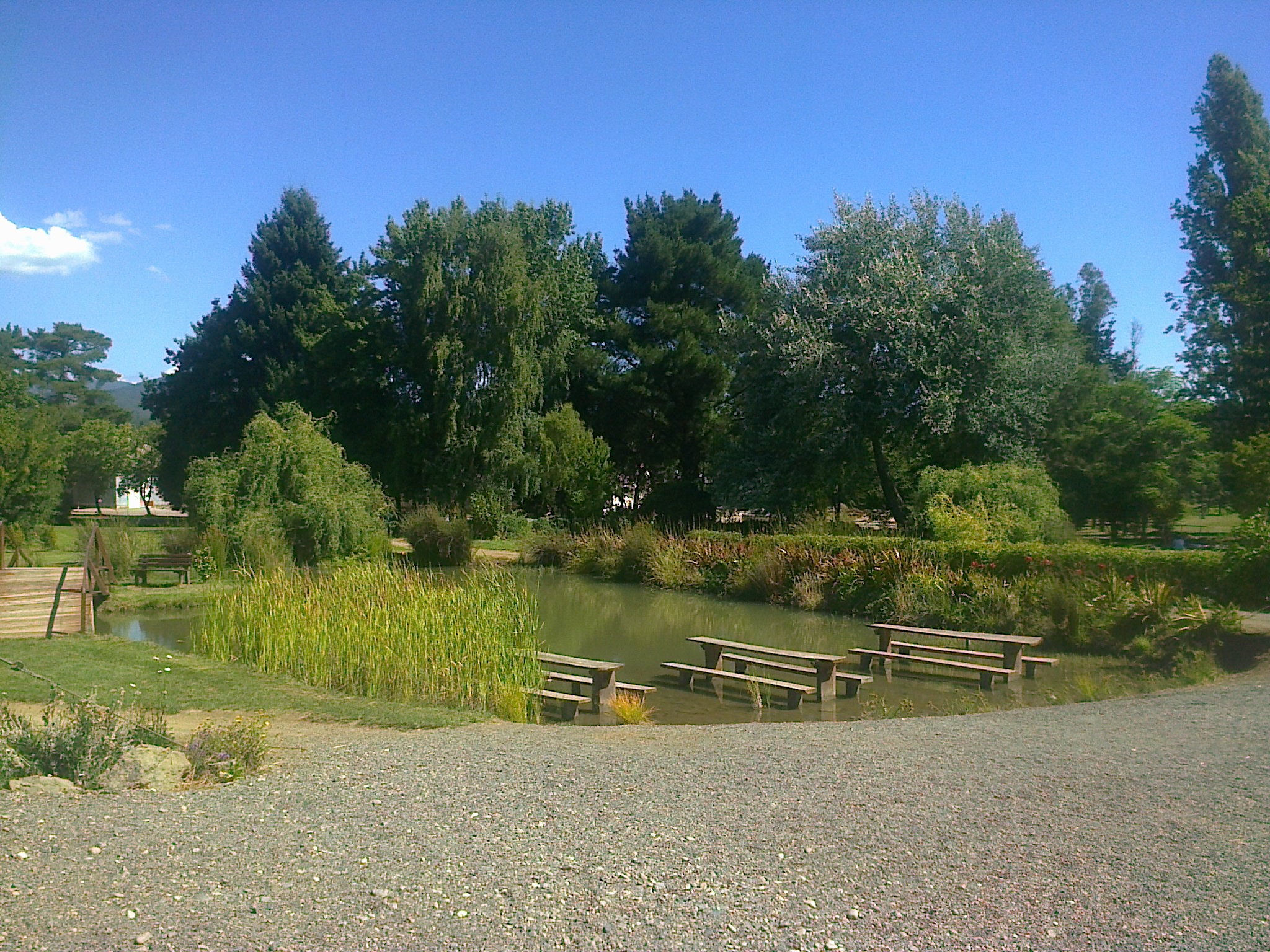
Lagoa

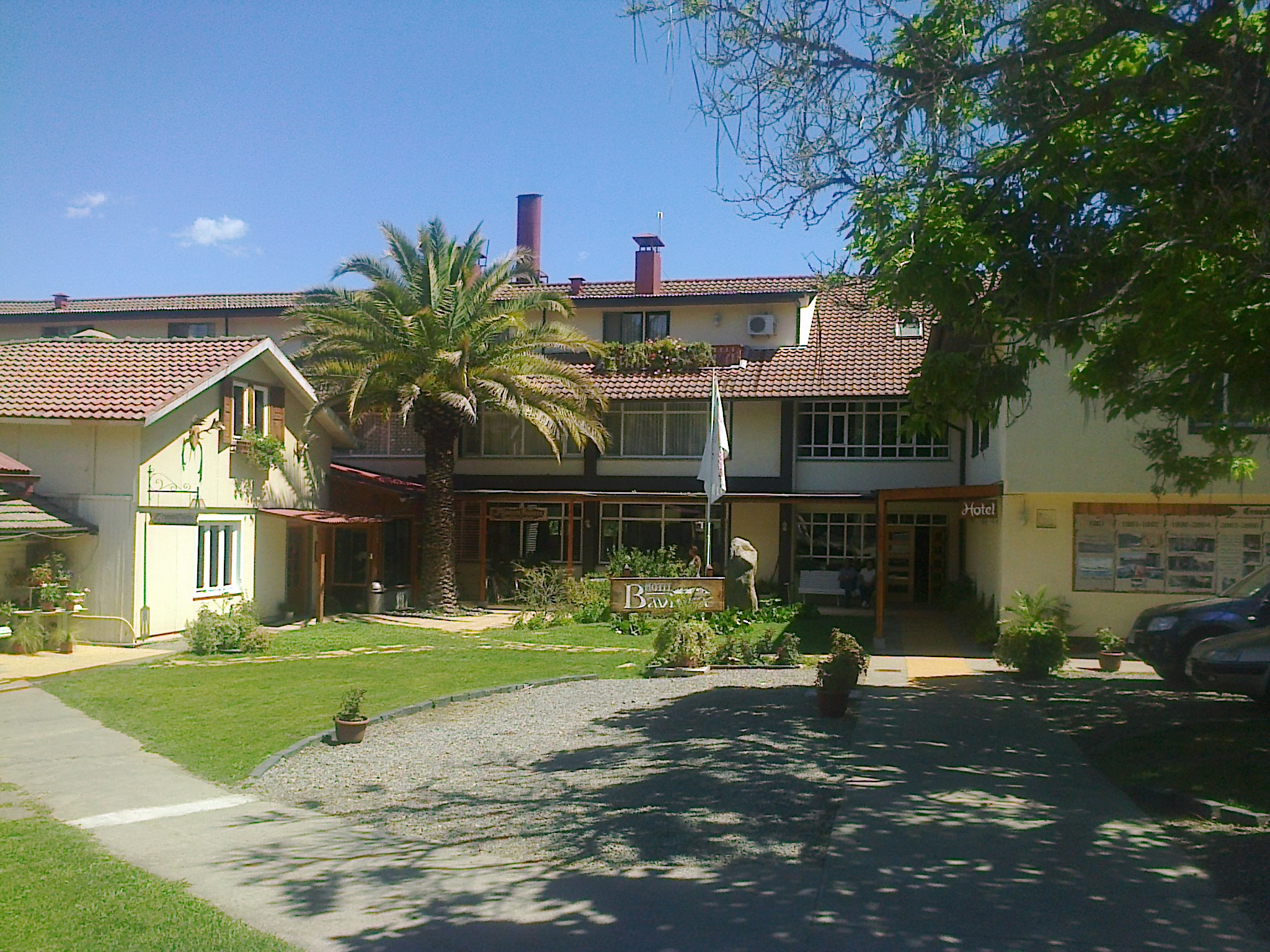
Hotel

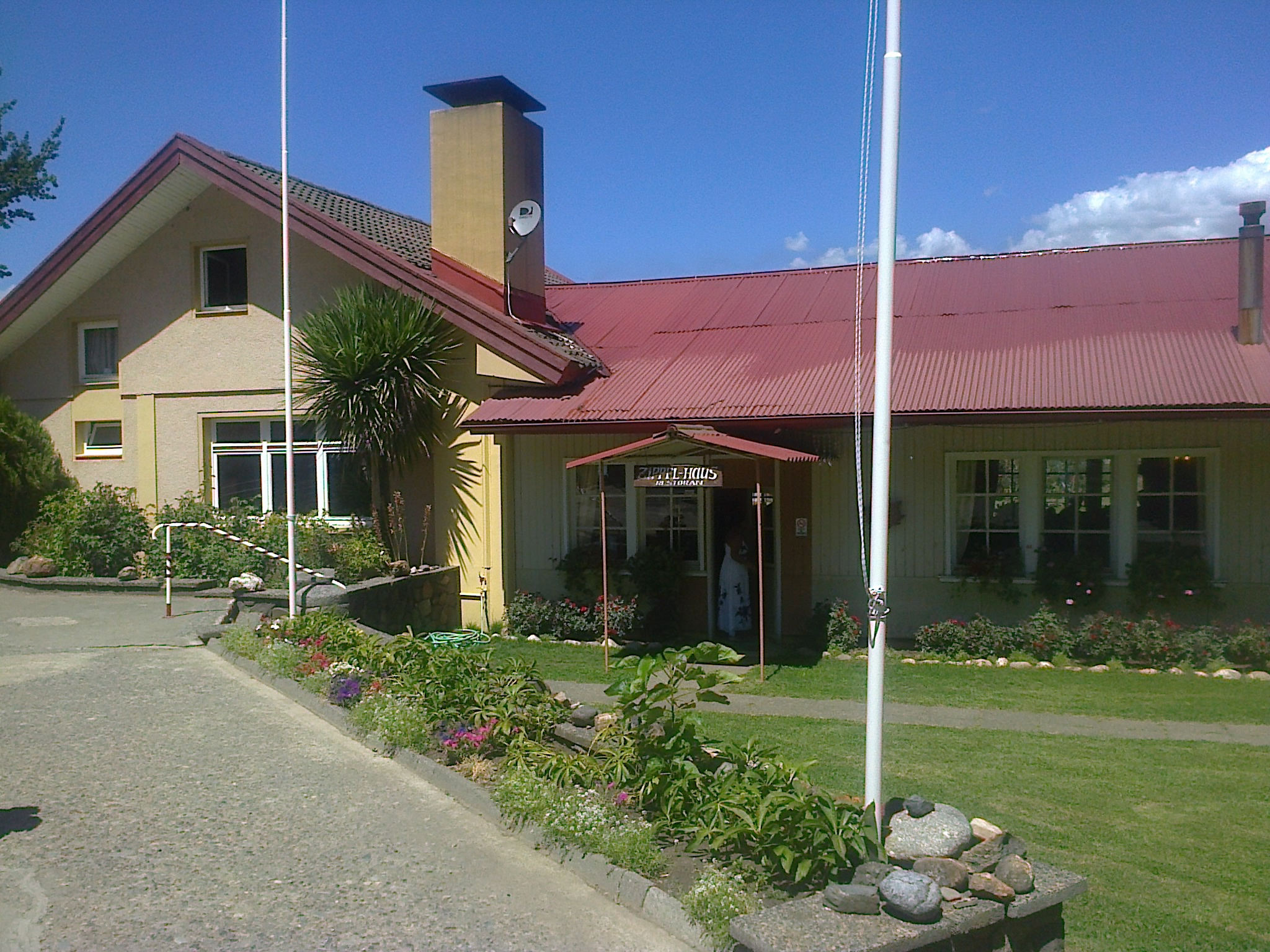
Restaurante

Desde o ano de 2005, o local foi transformado em uma outra colônia, e seus líderes atuais insistem que mudanças ocorreram. Os líderes atuais tentaram modernizar a colônia, permitindo que os residentes saíssem para estudar em universidades e abrindo a colônia para o turismo.  